# Richard Weberberger
Richard Josef Weberberger auch Ricardo José Weberberger OSB (* 5. September 1939 in Leonfelden, Oberösterreich; † 17. August 2010 in Linz) war ein römisch-katholischer Ordensgeistlicher und Bischof von Barreiras im Bundesstaat Bahia, Brasilien.

## Leben
Josef Weberberger ist aufgewachsen in Gaspoltshofen und maturierte am Stiftsgymnasium Kremsmünster. Er trat 1958 in die Benediktinerabtei Kremsmünster ein, nahm den Ordensnamen Richard an und legte im Jahr 1962 die Feierliche Profess ab. Nach einem Theologie- und Philosophiestudium in Rom, Salzburg und Löwen empfing er am 15. August 1964 die Priesterweihe.
Nach seiner Promotion war er Seelsorger in verschiedenen Gemeinden und Spiritual des Benediktinerinnenklosters in Steinerkirchen an der Traun. Er unterrichtete Religion und Philosophie am Stiftsgymnasium in Kremsmünster und in Schlierbach.
Nachdem die Benediktiner von Kremsmünster 1970 die Pfarre Barreiras in Nordostbrasilien zur seelsorglichen Betreuung übernommen hatten, wurde Weberberger dort ab 1974 tätig. Papst Johannes Paul II. ernannte ihn am 21. Mai 1979 zum ersten Bischof des mit gleichem Datum errichteten Bistums Barreiras. Am 11. Juli desselben Jahres spendete ihm Kurienerzbischof Paul Augustin Mayer OSB die Bischofsweihe. Mitkonsekratoren waren der Linzer Bischof Franz Zauner und dessen Weihbischof, der spätere Cor-Unum-Präsident Alois Wagner. Zwölf Jahre war er Mitglied des Ständigen Rates der Brasilianischen Bischofskonferenz (CNBB) und von 1998 bis 2003 Präsident der regionalen Bischofskonferenz Nordost 3.
Er wurde Ehrenbürger mehrerer Städte und des Bundesstaates Bahia. 1999 ehrte ihn das Land Oberösterreich mit dem Menschenrechtspreis des Landes Oberösterreich. 2009 feierte Bischof Weberberger im Stift Kremsmünster sein 30-jähriges Bischofsjubiläum und erhielt das Große Goldene Ehrenzeichen mit dem Stern für Verdienste um die Republik Österreich.
Im Mai 2010 erfuhr er von seiner Krebserkrankung und wurde in Linz behandelt, wo er im Krankenhaus der Barmherzigen Schwestern in Linz verstarb. Sein Grab befindet sich im Stiftsfriedhof Kremsmünster.